# Friedrich von Ingenohl
Gustav Heinrich Ernst Friedrich von Ingenohl, né le 30 juin 1857 à Neuwied et mort le 19 décembre 1933 à Berlin est un aristocrate allemand qui fut officier de marine, amiral de la Marine impériale et chef de la Flotte impériale de haute mer.

## Biographie

### Première Guerre mondiale
Son intention d'engager la Royal Navy britannique dans une bataille courte et décisive ne fut pas soutenue par l'amirauté allemande. Il chercha à engager la flotte impériale allemande dans de petites actions contre la flotte britannique ennemie, afin de provoquer des contre-coups non préparés et d'assurer l'avantage à la flotte allemande. Cependant le cours des événements différa de ce qui avait été prévu: le premier combat du 28 août 1914 au large de Heligoland provoqua la perte de trois croiseurs, d'un torpilleur à la Kaiserliche Marine (Marine impériale allemande), et aucune du côté britannique. La bataille de Dogger Bank du 24 janvier 1915 conduisit à un résultat similaire. Aussi Ingenohl fut-il relevé de son commandement de la Flotte de haute mer, le 2 février suivant, et remplacé par l'amiral von Pohl.

## Carrière

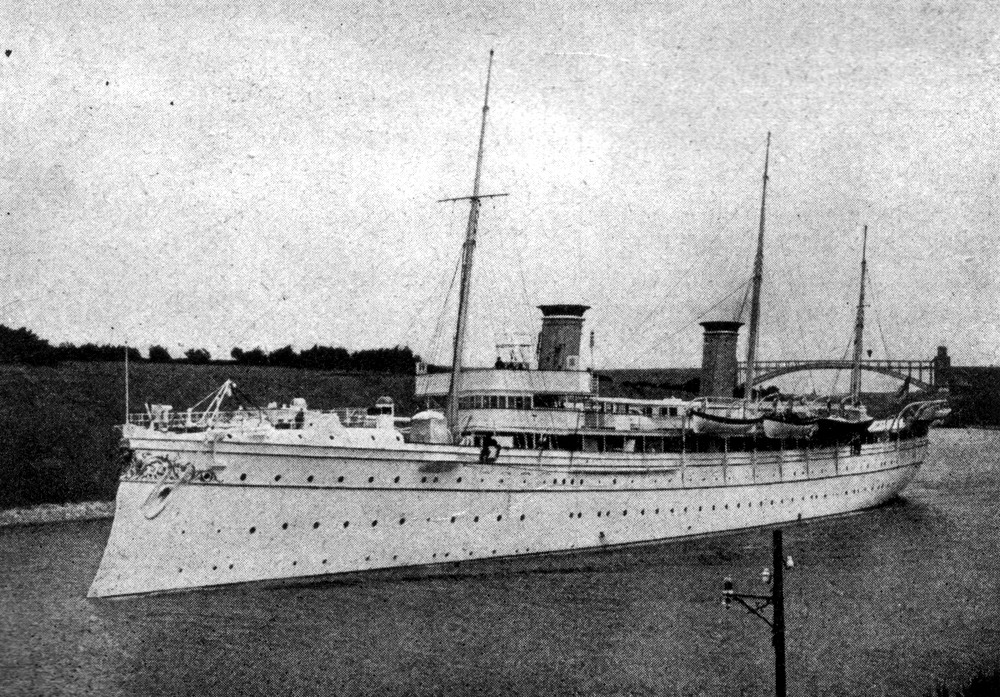
Photographie du SMY Hohenzollern II au canal de Kiel, en 1902

- 1874 : cadet de la marine impériale
- 1875 : élève de la marine
- 1878 : sous-lieutenant
- 1888 : lieutenant de marine
- 1890 : lieutenant-capitaine
- 1896 : Korvettenkapitän
- 1901 : Fregattenkapitän
- 1902 : Kapitän zur See
- 1907 : Konteradmiral
- 1910 : vizeadmiral
- 1913 : admiral

## Commandements
- 1888: torpilleur S34
- 1894-1896: canonnière SMS Iltis

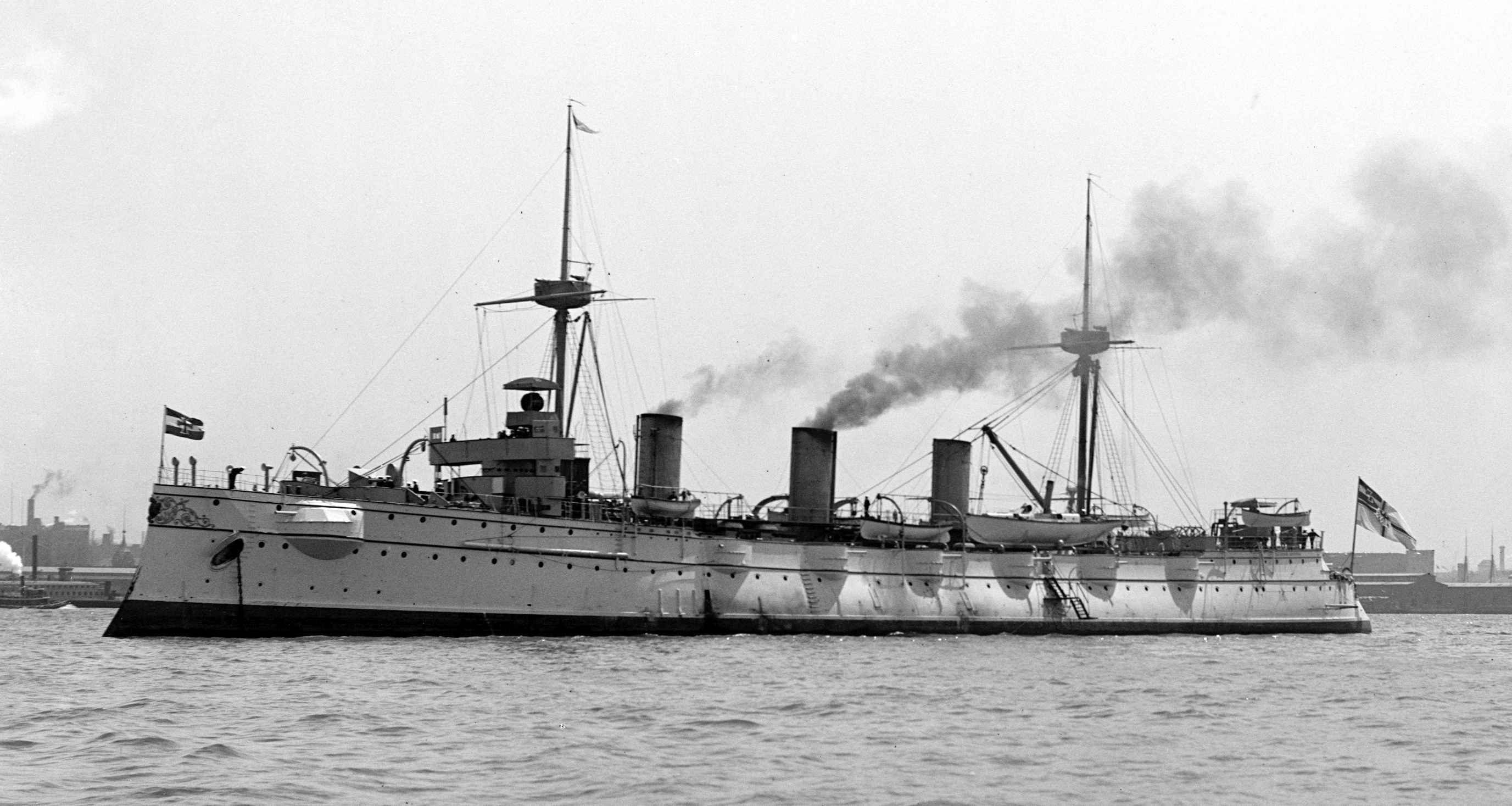
Photographie du SMS Kaiserin Augusta

- 1901-1902: croiseur protégé SMS Kaiserin Augusta
- 1902-1903: croiseur protégé SMS Hertha
- 1904-1906: yacht impérial SMY Hohenzollern II
- 1906: vapeur Hamburg
- 1907-1908: yacht impérial SMY Hohenzollern II
- 1908-1909: amiral en second de la première escadre de marine
- 1909: amiral en second de l'escadre de croiseurs
- 1910: escadre de croiseurs
- 1910-1913: deuxième escadre de marine
- 30 janvier 1913-2 février 1915: Flotte de haute mer
- 16 février 1915-13 août 1915: base marine de la mer Baltique

## Décorations
- Ordre de l'Aigle rouge de première classe avec épées et feuilles de chêne
- Ordre de la Couronne (Prusse) de première classe
- Commandeur de l'Ordre royal de la Maison de Hohenzollern
- Croix de fer de 2de et de 1re classe
- Médaille du Service de Prusse
- Grand-croix de l'Ordre du mérite militaire de Bavière
- Grand-croix de l'Ordre d'Albert de Saxe
- Chevalier de première classe de l'Ordre du Faucon blanc